# Euploea sylvester
Euploea sylvester (Fabricius, 1793), è una farfalla della famiglia Nymphalidae, sottofamiglia Danainae. Si trova in sud Asia, Asia sudorientale e parte dell'Australia.

## Biologia
Le larve si nutrono delle foglie di piante di diverse famiglie tra cui Apocynaceae (Ichnocarpus frutescens), Asclepiadaceae (Gymnema sylvestre) e Moraceae  (Ficus eugenioides, Ficus microcarpa, Ficus racemosa).

## Galleria d'immagini

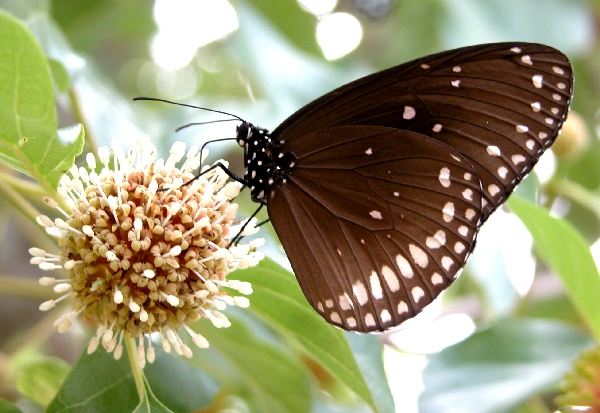
Un esemplare a Bangalore
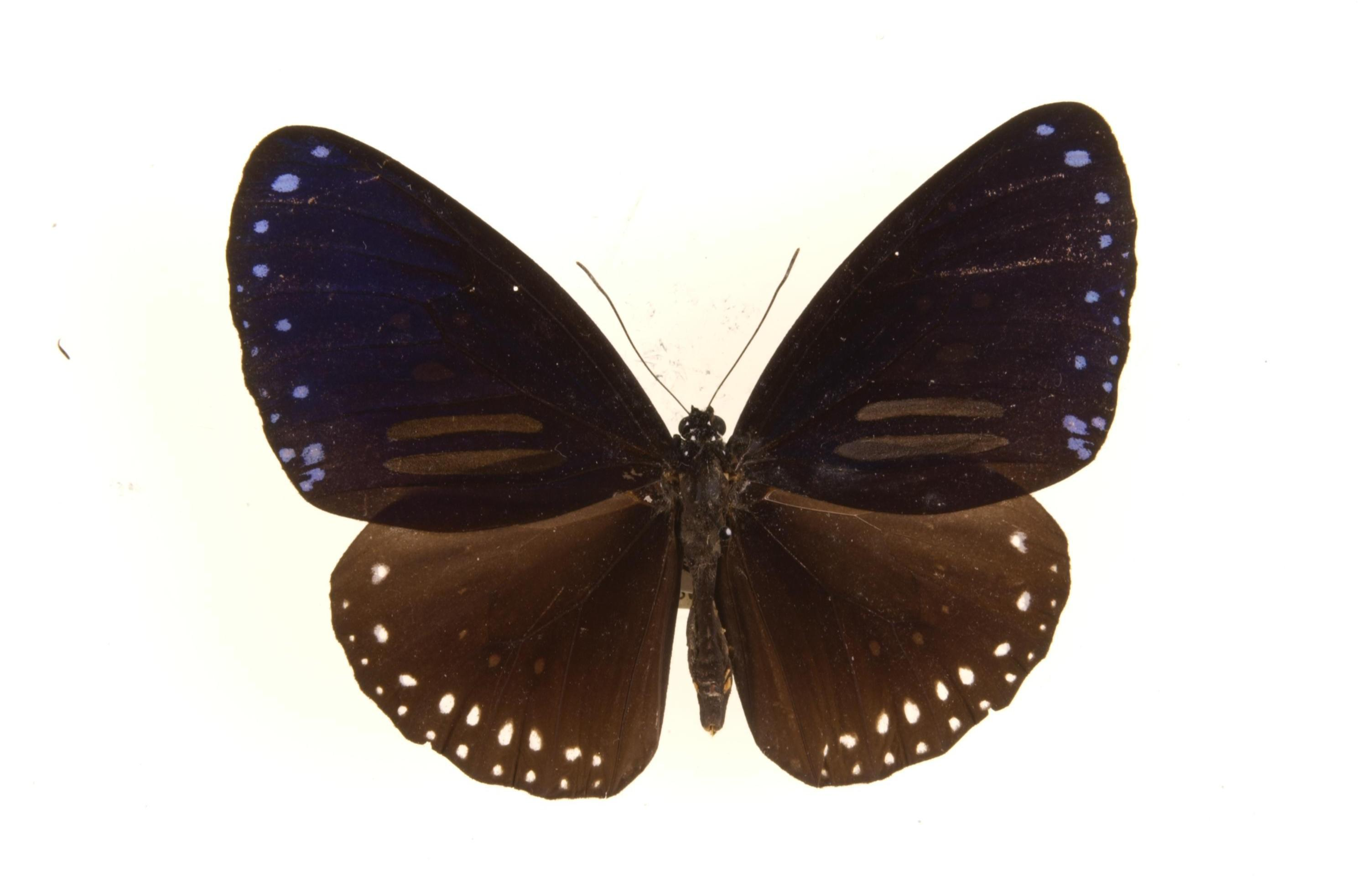
esemplare preparato
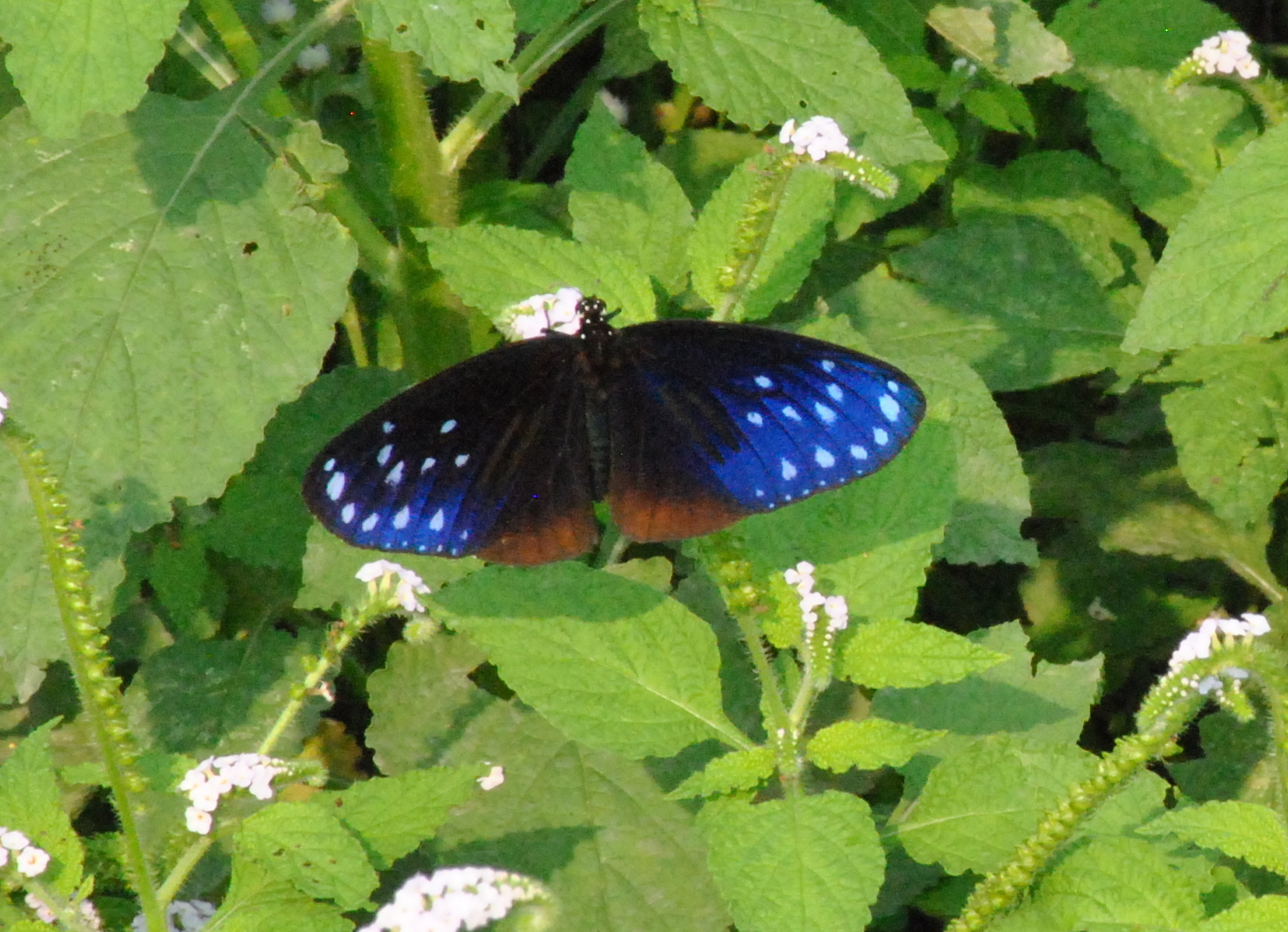